# Vektor (Waffenhersteller)
Vektor ist ein südafrikanisches Industrieunternehmen, dessen Schwerpunkt im Bereich der Schusswaffenproduktion liegt. 1953 wurde Vektor als Tochterfirma von LIW gegründet. Im Zuge der Privatisierung der südafrikanischen Staatsunternehmen wurde es im September 1997 gemeinsam mit LIW der Denel-Firmengruppe zugeordnet.

## Produkte
Vektor stellt Militär- und Polizeipistolen her, von denen einige auch (zum Teil getunt) im Schießsport eingesetzt werden. Es stehen außerdem eine Reihe von Sturmgewehren auf Basis des sowjetischen Kalaschnikow-Systems und Maschinengewehre zur Auswahl. Vektor produziert ebenso automatische Granatwerfer, Mörser sowie Gewehr- und Kanonenläufe. Darüber hinaus bietet Vektor auch Jagdwaffen an.
- Pistolen
  - Vektor Z88 – Lizenzbau der italienischen Beretta Modell 92
  - Vektor SP1/SP2 – Weiterentwicklung der Z88 im Kaliber 9 × 19 mm und .40 S&W
  - Vektor CP1 – 9 × 19 mm, in Deutschland oft als Gas-/Schreckschusswaffe in 9 mm P.A.K. angeboten
- Sturmgewehre
  - Vektor R4, R5, R6 – Sturmgewehre auf Basis des Kalaschnikow-Systems in verschiedenen Längen als Kopie der israelischen Galil-SturmgewehreSüdafrikanischer UN-Soldat mit Vektor R4

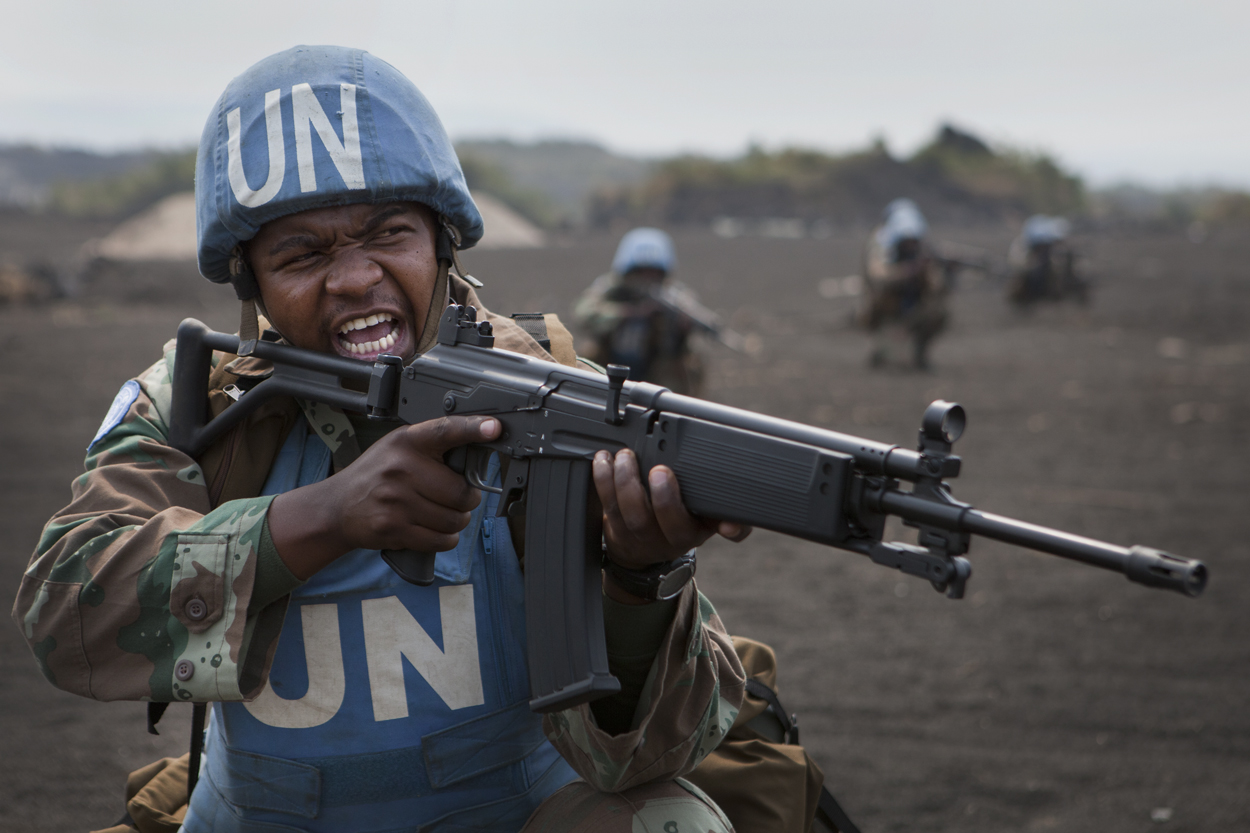
Südafrikanischer UN-Soldat mit Vektor R4

  - Vektor CR-21 – futuristisch aussehendes Sturmgewehr auf Basis des Kalaschnikow-Systems im Kaliber 5,56 × 45 mm NATO
- Maschinengewehre
  - Vektor SS-77 – Maschinengewehr im Kaliber 7,62 × 51 mm NATO
  - Vektor Mini SS – leichtes Maschinengewehr im Kaliber 5,56 × 45 mm NATO, genau genommen ein auf das kleinere Kaliber umgerüstetes Maschinengewehr Vektor SS-77
- Granatwerfer
  - Vektor AGL – automatischer Granatwerfer 40 mm